# 拉库蒂尔 (旺代省)
拉库蒂尔（法語：La Couture，法語發音：[la kutyʁ]）是法国旺代省的一个市镇，属于丰特奈勒孔特区。

## 地理
拉库蒂尔（46°31'15"N, 1°15'50"W）面积7.03 平方千米，位于法国卢瓦尔河地区大区旺代省，该省份为法国西部沿海省份，北起大西洋卢瓦尔省和曼恩-卢瓦尔省，西临大西洋，南至滨海夏朗德省，东部及东南部与德塞夫勒省接壤。
与拉库蒂尔接壤的市镇（或旧市镇、城区）包括：拉布勒托尼耶尔-拉克莱、莱河畔马勒伊-迪赛、佩欧、罗奈。

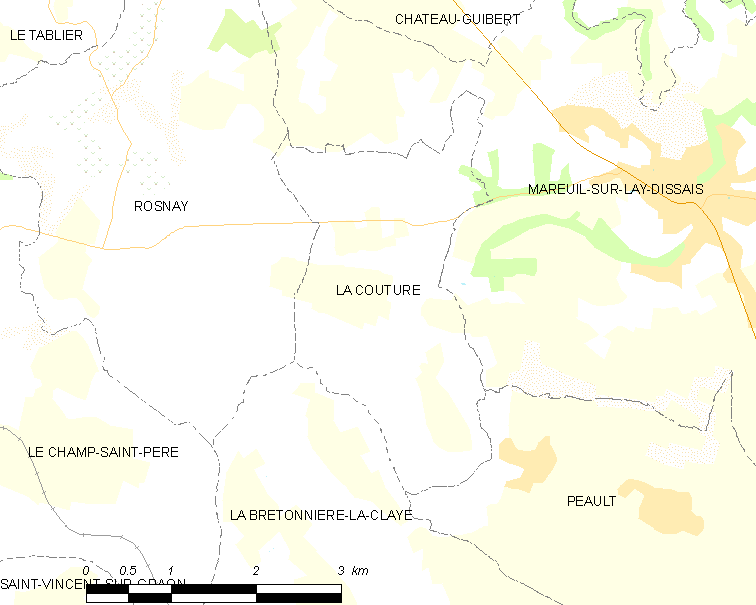
的OSM定位图

拉库蒂尔的时区为UTC+01:00、UTC+02:00（夏令时）。

## 行政
拉库蒂尔的邮政编码为85320，INSEE市镇编码为85074。

## 政治
拉库蒂尔所属的省级选区为莱河畔马勒伊-迪赛县。

## 人口

1962-2008年间人口变化图示

拉库蒂尔于2022年1月1日时的人口数量为229人。